# Ашер Оксана Михайлівна
Окса́на Миха́йлівна Аше́р (Oxana Asher), до шлюбу Драй-Хмара (20 березня 1923, Кам'янець-Подільський — 15 липня 2018) — українська літературознавиця, філологиня, освітянка. Докторка слов'янської філології (1967), професор. Дійсна членкиня Української вільної академії наук і Наукового товариства імені Шевченка в США. Досліджувала творчість свого батька, поета Михайла Драй-Хмари.

## Життєпис
Оксана Драй-Хмара народилася 20 березня 1923 року в місті Кам'янець-Подільський у родині українського поета Михайла Драй-Хмари та художниці Ніни Петрівни Драй-Хмари (до шлюбу Длугопольської). Невдовзі переїхала до Києва, де родина Драй-Хмар мешкала в центрі міста на вулиці Садовій у приміщенні колишнього японського консульства. У Пролетарському парку, що був напроти будинку, часто гуляла з батьком. У ранньому дитинстві стала вивчати разом з учителькою німецьку мову. З семи років навчалася у музичній школі при Київській консерваторії. 1934 року перші дитячі вірші Оксани опублікував журнал «Жовтеня».
Через два роки після репресії батька, у червні 1937 року, малу Оксану разом з мамою вислали з Києва у Башкирію — в місто Белебей. Наступного літа тітка забрала Оксану назад до Києва.
У 1938—1941 роках навчалася в Києві в середній школі № 105. Після смерті батька (січень 1939 року) матері дозволили повернутися до Києва. Разом із дочкою вони мешкали в Миколи Грінченка.
У 1942—1945 роках навчалася в консерваторії при Карловому університеті в Празі. По закінченні навчання разом із мамою виїхала спершу до Німеччини, а згодом до Бельгії. Звідти 1951 року вони емігрували до США.
У 1951—1952 роках викладала українську мову в університеті (Ітака, США).
У 1952—1955 роках була аспіранткою слов'янського відділу Колумбійського університету в Нью-Йорку, де здобула ступінь магістра за роботу «Михайло Драй-Хмара: український поет у Радянському Союзі».
У 1964—1967 роках була аспіранткою університету Сорбонна в Парижі, де здобула ступінь доктора слов'янської філології за працю про творчість Михайла Драй-Хмари.
Викладала російську мову та літературу й була професором Лонґ-Айлендського університету (1970—1972) та Політехнічного інституту (1972—1974, обидва — Нью-Йорк).
Проживала в Нью-Йорку. Одружена з адвокатом Ашером і мала двох синів.

## Дослідницька діяльність
Досліджувала творчість батька. Підготувала та видала літературну, наукову та епістолярну спадщину Михайла Драй-Хмари, написала передмови до українських та англомовних видань його творів.
Переклала вірші батька для антології української поезії ХХ століття в англомовних перекладах «Сто років юності» (Львів, 2000) .

## Праці
- Ашер Оксана. Переглядаючи батьків архів // Безсмертні. — Мюнхен: Інститут літератури ім. М. Ореста, 1963. — С. 149—163.
- Ашер Оксана. Біографічний нарис // Михайло Драй-Хмара. Поезії. — Нью-Йорк, 1964. — С. 275—286.
- Ашер Оксана. Драй-Хмара як поет // Поезії. — Нью-Йорк, 1964. — С. 7-23.
- Ашер Оксана. Портрет Михайла Драй-Хмари // Михайло Драй-Хмара: З літературно-наукової спадщини. Записки НТШ. — Нью-Йорк, 1979. — Т. 107.
- Asher Oxana. A Ukrainian Poet's Fate in the Soviet Union // «The Ukrainian Quarterly», vol.XIII, № 2, June 1957, pp. 127–137.
- Asher Oxana. Ukrainian Poet Dray-Khmara on the Ukrainian Literary Life // «The Ukrainian Quarterly», vol.XIII, № 3, September 1957, pp. 255–267.
- Dray-Khmara's Poetic Creativeness // «The Ukrainian Quarterly», vol.XIV, December 1957, pp. 355–365.
- Dray-Khmara's Poetical Creativeness // «The Ukrainian Quarterly», vol.XIV, № 1. March 1958, pp. 77–83.
- Asher Oxana. A Ukrainian Poet in the Soviet Union // Jersey City, Svoboda, 1959, 50 pp.
- Ашер Оксана. Фатальна ніч // Сучасність. — 1965. — Липень. — С. 24-27.
- Драй-Хмара й українська неоклясична школа (Резюме дисертації) // Слово: Збірник літератури й мистецтва. — Едмонтон, 1970. — С. 213-220.
- Ашер Оксана. Поезія Михайла Драй-Хмари // Нові дні. — Торонто, 1974. — Число 297. — С. 9-11, 31-32; Число 298. — С. 8-13.
- Ашер Оксана. Портрет Михайла Драй-Хмари // Свобода (Нью-Йорк). 1975. — 7, 8, 11, 12, 13 і 14 лютого. — С. 2.
- Asher Oxana. Draj-Chmara et L'ecole «neo-classique» ukrainienne // Department of Slavic Studies, University of Manitoba, Winnipeg — New York, 1975, ст. 324.
- Михайло Драй-Хмара // Вісник (Нью-Йорк). — 1975. — Червень. — С. 16—17..
- Драй-Хмара Оксана. Промінь крізь хмари: Збірка поезій. / Передм. Н. Ксьондзик. 2010, 96 с. ISBN 978-966-1676-20-5